# Duster
Duster är en amerikansk kriminaldramaserie som hade premiär på Max den 15 maj 2025. Den första säsongen som består av åtta avsnitt är skapad av LaToya Morgan, efter ett manus av Morgan och J.J. Abrams.

## Handling
Serien utspelar sig i sydvästra USA på 1970-talet, och om en flyktbilschaufförs liv, som när han arbetar för ett växande brottssyndikat går från farligt till livsfarligt.

## Rollista (i urval)
| Josh Holloway           | – Jim                   |
| Rachel Hilson           | – Nina                  |
| Keith David             | – Ezra                  |
| Sydney Elisabeth        | – Genesis               |
| Greg Grunberg           | – Abbott                |
| Camille Guaty           | – Izzy                  |
| Asivak Koostachin       |                         |
| Benjamin Charles Watson |                         |
| Corbin Bernsen          | – Wade Ellis            |
| Gail O'Grady            | – Charlotte Dean-Ellis  |
| Donal Logue             | – Sergeant Groomes      |
| Kevin Chamberlin        | – Bob Temple            |
| Sofia Vassilieva        | – Jessica-Lorraine Sims |